# 郭朝賓
郭朝賓（1513年—1585年），字尚甫，號黄涯，山東汶上縣人，軍籍，明朝政治人物。嘉靖乙未進士，萬曆初年官工部尚書。

## 生平
嘉靖十年（1531年）辛卯科山東鄉試第五十四名舉人。嘉靖十四年（1535年）中式乙未科會試第二百八十八名，登第三甲第二百零五名進士。十八年授户部广西司主事，二十年遷山西司郎中，宣大督粮。二十五年擢陕西按察司副使、备兵西宁，居三年，以外艰归。家居十年，乃出補河南管河副使，又三年遷陕西右参政，分守關西道，居二年，以内艰归。
隆慶改元，起補浙江右参政，元年（1567年）八月升本省按察使，十月升右布政使，二年二月进左布政，五年二月官順天府府尹，三月升都察院右副都御史、浙江巡撫，十一月升戶部左侍郎，六年七月总督仓场，萬曆二年（1574年）六月升工部尚書，五年十一月以纠拾致仕。萬曆十三年六月卒，享年七十二。
（一）在大同督饷时，改革传统运送粮草办法，杜绝亲朋、权贵请托，为国家节余运费2万两（白银）。
（二）赴西宁安抚外族部落，以诚相见，不妄杀戮，很快促其臣服，边境得以安宁。
（三）任河南副使期间，一韩姓军官，因其仆作恶被当地指挥逮捕，便夜入指挥宅邸，行凶斗殴，并杀死自己小儿诬陷指挥。郭朝宾深入访查，很快予以查明昭雪。
（四）在浙江主持土特产品收购时，系统调整了收购办法和价格，稳定了市场，避免了豪富权贵从中渔利。
（五）朝中一江陵宠臣，为表现自己，几次奏请开挖胶莱二河，皇上准备批准。郭朝宾经实地考察，认为开河时机未到。他不附和，不媚上，几次廷议，均以其力谏而被皇上否决。
郭朝宾享年72岁。皇帝派员建墓，葬于汶上城东北郭家林。

## 家族
曾祖郭玉；祖父郭順；父郭緒，母陸氏。具庆下。兄朝用、朝卿、朝輔、朝聘、朝臣、朝賢。弟朝冕、朝宗。

## 墓葬
郭朝宾墓至今尚存，為山東省文物保護單位。